# Kömpény
Kömpény (románul: Câmpeni) település Romániában, Moldvában, Bákó megyében.

## Fekvése
A Tázló mellett, Pusztina északi szomszédjában, Hajnal és Pusztina közt fekszik.
Kömpény falu Perzsoj (Pârjol) községhez tartozik.